# Cenobiti
Cenobiti' (grč. koinόs - zajednički i bίos - život) su redovnici koji žive zajedničkim životom u ograđenom samostanu (cenobij), te su prisutni u religioznom i društvenom životu sredine u kojoj žive. Žive u uređenoj zajednici pod upravom opata, a bave se manualnim radom, molitvom i pokorom.